# Zuozhuan
Zuozhuan (Przekazy Zuo; także chiń. 左氏傳; pinyin Zuǒshì zhuàn; dosł. „Komentarz pana Zuo”) – najstarsze chińskie dzieło opisujące wydarzenia historyczne w sposób narracyjny, obejmuje okres 722 do 468 p.n.e. Jest on jednym z najważniejszych źródeł pozwalających zrozumieć historię epoki Wiosen i Jesieni.
Tradycyjnie przypisywany Zuo Qiumingowi (左丘明) i traktowany jako komentarz do Kroniki Wiosen i Jesieni. Obecnie jest to kwestionowane przez część uczonych, którzy uważają, że pierwotnie był niezależnym dziełem. Najbardziej znani badacze Zuozhuanu, jak np. Yang Bojun (楊伯峻) twierdzą, że dzieło to zostało skompilowane w epoce Walczących Królestw w latach 403-389 p.n.e.
Tematyką Zuozhuanu jest przede wszystkim historia postępującego upadku dynastii Zhou i rywalizacja pomiędzy poszczególnymi państwami feudalnymi. Tekst notuje wiele szczegółów dotyczących ówczesnych rytuałów i norm społecznych, systemu prawnego, zwyczajów i związków pomiędzy różnymi ludami, poglądów etycznych, wiedzy astronomicznej i geograficznej oraz ówczesnego piśmiennictwa i legend, co sprawia, że jest kopalnią wiedzy na temat ówczesnych Chin. Napisany z konfucjańskiej perspektywy, jest jednocześnie ważnym źródłem informacji na temat prehanowskiego konfucjanizmu. 
Uważane jest za jedno z arcydzieł klasycznej prozy chińskiej, ze względu na niezwykle zwięzły, a równocześnie żywy i pobudzający wyobraźnię język. Jako pierwsze wprowadza technikę kontrastowego przeciwstawiania postaci. Razem z Zapiskami historyka było traktowane jako najlepszy model do naśladowania przez liczne pokolenia prozaików dawnych Chin. 